# Viro tvornica šećera
Viro tvornica šećera je hrvatska šećerana sa sjedištem u Virovitici. Riječ je o najmlađoj i najmodernijoj šećerani čija je gradnja započela 1976. a probna proizvodnja 1980. godine. Dionice društva kotiraju na Zagrebačkoj burzi a sam Viro je jedna od 25 tvrtki koje su uključene u službeni dionički indeks CROBEX od rujna 2010.

## Povijest
Tvornica šećera Viro je s probnom proizvodnjom započela 1980. a dnevni kapacitet prerade šećerne repe je iznosio 4.000 tona. Šećerana je osnovana kao samostalna tvrtka dok u razdoblju od 1984. do 1991. poslovala u sastavu PIK Virovitice nakon čega ponovo postaje samostalni poslovni subjekt.
Tijekom 1990-ih veliki uvoz i nekontrolirani ilegalni ulaz šećera su ugrozili domaću proizvodnju i drastično smanjili cijenu šećera, a hrvatske su se šećerane našle pred kolapsom. U tako teškoj ekonomskoj situaciji Viro nije mogao dalje poslovati te ga 1998. kupuje osječka tvrtka Novalić. Nedugo nakon toga šećeranu preuzima nizozemska tvrtka Cosum a samo godinu dana nakon toga nad tvornicom je otvoren stečajni postupak zbog ukupnog dugovanja većeg od 575 milijuna kuna.
Nakon restrukturiranja tvornice i zaustavljanja negativnih trendova u poslovanju stvoreni su uvjeti da se prodajom na tržištu pronađu strateški partneri kako bi tvornica izašla iz stečaja i nastavila s radom. Tako su u lipnju 2002. godine tvrtke EOS-Z iz Zagreba i Robić iz Velike Gorice sa zajedničkom ponudom kupili svu imovinu Tvornice šećera Virovitica u stečaju za iznos od 110 milijuna kuna. 
Istovremeno je osnovana tvrtka Viro, društvo s ograničenom odgovornošću, na koju je prenesena kupljena imovina tvornice. Viro je započeo s radom 5. rujna 2002.
U travnju 2006. dionice Vira su počele kotirati na Zagrebačkoj burzi. Šećerana uskoro postaje najveća rafinerija šećera koja je 2007. imala 37% tržišnog udjela.
2. svibnja 2020. godine, premda je bila tehnološki najnaprednija šećerana u Hrvatskoj, premda je Virovitica je promovirana kao "slatki grad", Viro zbog "racionalizacije poslovanja" više neće proizvoditi šećer iz šećerne repe i ne će biti ovogodišnje kampanje šećerne repe. Ostaje vrlo mala upitna mogućnost prerade šećerne trske, takozvana "žuta kampanja". Većinu radnika uprava će otpustiti uz otpremninu (ili minimalna plaća do konca godine, uz upitni status poslije) ili će ići u mirovinu ako imaju uvjete. Ostalo je tek 60-ak zaposlenika, većinom iz proizvodnje za koje je vrlo vjerojatno da će urava njihovu stručnost i sposobnosti uprava iskoristiti u preostale dvije šećerane koje nastavljaju redovno raditi. Tako ne će biti 41. svečanosti početka kampanje prerade šećerne repe u Virovitici. Izlika racionalizacije je više, osobito o premaloj proizvodnji šećerne repe na području koje gravitira tvornici, no prava je istina da godinama hrvatska poljodjelska politika (premda su se časne skupine na vlasti trudile izboriti više) zanemaruje važnost intenzivnijeg poticanja proizvodnje šećerne repe, i zbog poslušničko-podložničkog odnosa politike prema snažnom lobiju iz prebogatih "starih" članica EU nabujalih industrijâ, dozvoljava da hrvatska proizvodnja šećera praktički prestane. Od svega je gora i nevjerojatna šutnja, od lokalnih do državnih političara, sindikata pa i novinara. Posljedica je da je zbog izostanka dostatne potpore iz proračuna šećeranama, Viro je sve ono što je zarađivala proteklih godina potrošila na održavanje hladnog pogona, pa je zbog situacije na svjetskom tržištu šećera i nestabilnim cijenama u posljednje tri godine, otkako kriza traje, tvrtka bila prisiljena na rezove. Dok su i prije krize postojale, trajale su godinu dana pa se je tržište odnosno cijena oporavila, godine 2017. zaredali su neredi na svjetskom tržištu s cijenama šećera, a koji su se odrazili i na hrvatske šećerane. Zbila se hiperprodukcija proizvedenog šećera. Proizvedeno je 12,5 milijuna tona šećera više u odnosu na potrošnju i otad su krenuli problemi. U obližnjim srednjoeuropskim zemljama zatvorene su zbog krize neke šećerane (Mađarska, Slovenija, Austrija, Slovačka...). Tada su počeli problemi. Prvi je put se dogodilo da je kriza trajala tri godine i u tom periodu europska industrija šećera izgubila je oko 2,5 milijardi eura, a uz to je uslijedila pad potrošnje zbog pandemije koronavirusa te je nakon toga došlo do problematike s bankama. Premda je hrvatska politika se aktivirala te dala neke potpore uzgajivačima šećerne repe, posijano je nedostatno površina, što otežava ekonomsku isplativost postojećeg broja šećerana u Hrvatskoj. Iz uprave je najavljeno da Virovitica 2020. ne će prerađivati šećernu repu, nego će ostati kao pričuva za moguću preradu sirovog šećera. Druga mogućnost, koja je pojavljuje u kontaktu s kolegama i dioničarima, francuskim Cristal Unionom je novi svjetski trend: proizvodnja biološkog šećera, odnosno biološke šećerne repe. Obrađuje ju se klasičnim načinom, preduvjet je navodnjavanje, u što je uloženo na području Virovitičko-podravske županije mnogo novaca. Ova vrsta proizvodnje je zahtjevna, i još se ne zna veličina prinosa, ali je poznato da takva šećerna repa stoji triput više od klasične i iznosi 75 eura, a šećer proizveden iz te repe je na razini od oko 1000 dolara. Najavljeno je da se ne će razmontirati pogon, niti da će se išta odvoziti iz njega.

## Proizvodi
- bijeli šećer
  - 1 kg u papirnoj ambalaži
  - 50 kg u višeslojnoj natron vreći
  - 1000 kg u velikim vrećama
  - 1200 kg u velikim vrećama
  - rinfuza šećera u kamionskim cisternama
  - rinfuza pasterizirane otopine šećera sa 65 posto suhe tvari
  - industrijski šećer u različitim veličinama pakiranja
- pasterizirani bijeli šećer
  - rinfuza u kamionskim cisternama
- melasa
  - rinfuza u kamionskim i vagonskim cisternama
- suhi briketirani repin rezanac
  - rinfuza u višeslojnoj natron vreći

## Ostalo
- Zlatna repa[5]

## Vanjske poveznice
- Službena web stranica Viro tvornice šećera